# Calendasco
Calendasco is een gemeente in de Italiaanse provincie Piacenza (regio Emilia-Romagna) en telt 2380 inwoners (31-12-2004). De oppervlakte bedraagt 37,3 km², de bevolkingsdichtheid is 62 inwoners per km².
De volgende frazioni maken deel uit van de gemeente: Boscone Cusani, Cotrebbia Nuova.

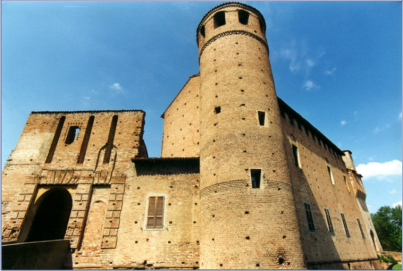
Kasteel van Calendasco
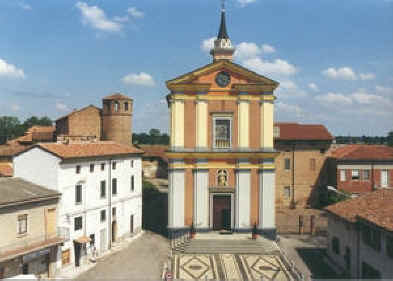
Kerk van Calendasco

## Demografie
Calendasco telt ongeveer 997 huishoudens. Het aantal inwoners steeg in de periode 1991-2001 met 6,5% volgens cijfers uit de tienjaarlijkse volkstellingen van ISTAT.
| Jaar | Inwoneraantal |
| ---- | ------------- |
| 1991 | 2170          |
| 2001 | 2311          |

## Geografie
Calendasco grenst aan de volgende gemeenten: Guardamiglio (LO), Monticelli Pavese (PV), Orio Litta (LO), Piacenza, Rottofreno, San Rocco al Porto (LO), Senna Lodigiana (LO), Somaglia (LO).
Agazzano · Alseno · Alta Val Tidone · Besenzone · Bettola · Bobbio · Borgonovo Val Tidone · Cadeo · Calendasco · Caorso · Carpaneto Piacentino · Castel San Giovanni · Castell'Arquato · Castelvetro Piacentino · Cerignale · Coli · Corte Brugnatella · Cortemaggiore · Farini · Ferriere · Fiorenzuola d'Arda · Gazzola · Gossolengo · Gragnano Trebbiense · Gropparello · Lugagnano Val d'Arda · Monticelli d'Ongina · Morfasso · Ottone · Piacenza · Pianello Val Tidone · Piozzano · Podenzano · Ponte dell'Olio · Pontenure · Rivergaro · Rottofreno · San Giorgio Piacentino · San Pietro in Cerro · Sarmato · Travo · Vernasca · Vigolzone · Villanova sull'Arda · Zerba · Ziano Piacentino
- Gemeinsame Normdatei: 7705017-4
- Virtual International Authority File: 248341711

1. ↑  https://demo.istat.it/?l=it.